# Rose Hills (Californie)
Pour l’article homonyme, voir Rose Hills.
Rose Hills (parfois North Whittier) est une census-designated place du comté de Los Angeles, dans l'État de Californie, aux États-Unis.